# هولت
هولت (بالإنجليزية: Holt)‏ هي مدينة أمريكية تقع في ولاية ألاباما.تبلغ مساحة هذه المدينة 8.4 (كم²)،ويبلغ عدد سكانها 3638 نسمة حسب إحصاء سنة 2010 م.